# 东北钩状钩丝壳
东北钩状钩丝壳（学名：Uncinula adunca var. mandshurica）是属于白粉菌目白粉菌科钩丝壳属的一种真菌，寄生在杨柳科植物上。该种分布于中国。